# Sciophila mirabilis
Sciophila mirabilis är en tvåvingeart som beskrevs av Plotnikova 1962. Sciophila mirabilis ingår i släktet Sciophila och familjen svampmyggor. Inga underarter finns listade i Catalogue of Life.